# DVD-Video
DVD-Video er en dvd, der er produceret specielt med henblik på lagring og fremvisning af film.
De er specielle, fordi der hæges utrolig meget om ophavsret og piratkopiering fra filmproducenternes side.

Indholdet på en DVD-Video er krypteret, så man ikke umiddelbart kan se indholdet eller høre lyden. Hertil kommer en speciel regionskode (se nedenfor), der skal forhindre brugere over hele verden i at se DVD-Video'er, der er produceret i forskellige verdensdele.

## Regionskoder
DVD-Video kan indeholde en regionskode, som siger hvor i verden den er blevet solgt. Det har ikke noget med kryptering at gøre, men filmproducenterne ønskede at en bestemt film kunne få premiere på forskellige tidspunkter på forskellige steder. Hvis man så købte en DVD-Video i f.eks. Hollywood, USA – hvor filmen måske blev vist først – og dagen efter rejste til Danmark, hvor filmen ikke havde premiere før senere på sæsonen (på grund af oversættelse mv.), så kunne det skabe forvirring og problemer.
Derfor blev de første kommercielle DVD-afspillere også forsynet med en regionskode, så de kun kunne vise DVD-Video'er , som havde den samme kode. På tilsvarende vis for pc'er, der jo også kunne indeholde en DVD-enhed og et program, der kunne dekryptere skiven.

## Oversigt over regionskoder
- 0 Kan afspilles overalt i verden.[3]
- 1 USA, Canada og U.S. territorier.
- 2 Vesteuropa, Grønland, Sydafrika, Lesotho, Swaziland, Japan, Egypten og alle lande i Mellemøsten.[4]
- 3 Sydøstasien, Sydkorea, Hong Kong, Macau, Indonesien, Filippinerne, Taiwan.
- 4 Australien, New Zealand, Oceanien, Mexico, Centralamerika, Sydamerika.
- 5 Rusland andre tidligere lande i Sovjetunionen, Østeuropa, Sydasien, Mongoliet, Nordkorea, resten af Afrika.
- 6 Kina.
- 7 Reserveret til fremtidig brug.
- 8 International veje så som flyselskaber, krydstogtskibe, etc.